# 井原之敏
井原 之敏（いはら ゆきとし、1960年6月21日 - ）は、日本の機械工学者。大阪工業大学工学部機械工学科教授。元ものづくりセンター (MONOLAB.) 長。工学博士（京都大学）・技術士（機械）。日本機械学会フェロー。元精密工学会関西支部幹事・秋季大会2017総合生産システム専門委員会40周年記念シンポジウムファシリテーター。　
専門は精密工学、鉄道車両工学、機械加工学・工作機械、生産工学。

## 経歴
京都市出身。1979年洛星高等学校卒業。1983年京都大学工学部精密工学科卒業。1985年同大学大学院工学研究科修士課程精密工学専攻修了。同年より京阪電気鉄道 車両部車両課にて、鉄道車両設計・保守などに従事。その後、京都大学工学部助手を経て、1992年京都大学より工学博士の学位を取得。1998年ミュンヘン工科大学客員研究員などを経て、2001年大阪工業大学工学部機械工学科に着任し、2009年より同学科教授。
主な所属学会は、日本機械学会、精密工学会、砥粒加工学会、自動車技術会など。主な著書は、実用理工学入門講座 よくわかるコンピュータによる製図-CAD/CAM（共著、日新出版2003、学術書）、21世紀の工作機械と設計技術-モノづくりの基本「切削加工機」（共著、大河出版2018、学術書）。

## 主な受賞
- 日本機械学会フェロー (2019)
- 優秀講演論文賞 (1999)
- 経済産業省産業技術環境局長表彰 (2009)
- 工作機械技術振興財団 工作機械技術振興賞 (1986)

## 主な研究
- 鉄道車輪の踏面形状に関する研究
- 産業用ロボットの運動精度向上に関する研究
- NC工作機械による輪郭加工の高速化に関する研究
- セラミックス加工・カーボン加工に関する基礎的研究

機械工学における産学連携の啓蒙活動として、大阪府・大阪産業局が運営するものづくりビジネスセンター大阪（MOBIO）の「テーマ別大学・高専合同研究シーズ発表会〜金属（材料・加工）編」2019で講演している。